# Finn-öböl
A Finn-öböl (finnül Suomenlahti, észtül Soome laht, oroszul Финский залив [Finszkij zaliv]) a Balti-tenger kelet-nyugati irányban 390 km hosszan elhúzódó öble.
Keleti végében található a Néva torkolata és a Néva torkolatánál a 18. század elején I. Péter cár által felépített világváros, Szentpétervár. Az öböl szélessége Tallinn és Helsinki között 70 km. A két város között naponta több komp és menetrend szerinti helikopter kapcsolat van. Az öbölben több sziget is van. Ezek közül a legjelentősebb Kotlin, ezen a szigeten található az orosz történelemben jelentős szerepet játszó Kronstadti erőd.

## Földrajz
Az öböl területe 30 000 km2. Hossza (a Hanko-félszigettől Szentpétervárig) 400 kilométer, a szélessége 12–70 kilométer között változik. Az átlagos mélysége 38 méter, a maximális 100 méter. A Néva torkolatánál a mélység kevesebb mint 6 méter, ezért egy csatornát ástak az aljára a biztonságos hajózás érdekében. A folyókból beömlő nagy mennyiségű víz miatt az öböl vizének alacsony a sótartalma: 0,2 és 5,8‰ között a felszínen és 0,3–8,5‰ között a vízfenékhez közel. A víz átlagos hőmérséklete télen nulla fok körül van, nyáron pedig 15-17 °C a felszínen, és 2-3 °C a vízfenéken. Az öböl egyes részei befagyhatnak november vége és április között; a víz befagyása fagy keleten indul, és fokozatosan halad nyugat felé. Az öböl teljes befagyása január végén fordulhat elő, de enyhe teleken elmarad.
Gyakoriak az erős nyugati szelek, amelyek hullámzást okoznak és árvizeket Szentpéterváron.
Az öböl északi partja magas és kanyargós, számos kis öböllel és szirttel, néhány nagyobb öböllel (Viborg) és félszigettel (Hanko és Porkkala). A part lejtős, sok homokos dűnével, itt-ott fenyőfával. A déli part sima és sekély, de mellette húzódik az 55 méter magas Balti-szirtöv. Keleten az öböl a Néva torkolatánál végződik, nyugaton összeér a Balti-tengerrel.
Az öbölben számos sziget található. A legnagyobb a Kotlin, amelyen a 42 800 lakosú Kronstadt található. 1700-tól kezdve Oroszország tizenkilenc mesterséges szigete épített az öbölben védelmi céllal; az építkezést a nagy északi háború (1700-1721) váltotta ki.
Az öbölbe torkolló legnagyobb folyók keletről a Néva, délről a Narva és északról a Kymijoki. A Saimaa-csatorna A Finn-öbölt a Saimaa tóval köti össze.

## Geológia
300–400 millió évvel ezelőtt a paleozoikumban a Finn-öböl teljes területét tenger borította. A mai domborzat a gleccsertevékenység eredményeképpen alakult ki. A visszahúzódása alakította ki a Littorina-tengert, amelynek a szintje mintegy 7–9 méterrel volt a Balti-tenger jelenlegi szintje felett. Körülbelül négyezer évvel ezelőtt a tenger és zátonyaiból lettek a mai szigetek. A Balti-pajzs későbbi kiemelkedése elferdítette az öböl felületét, ezért a hajdani északi part sokkal magasabban állt, mint a déli.

## Növény- és állatvilág

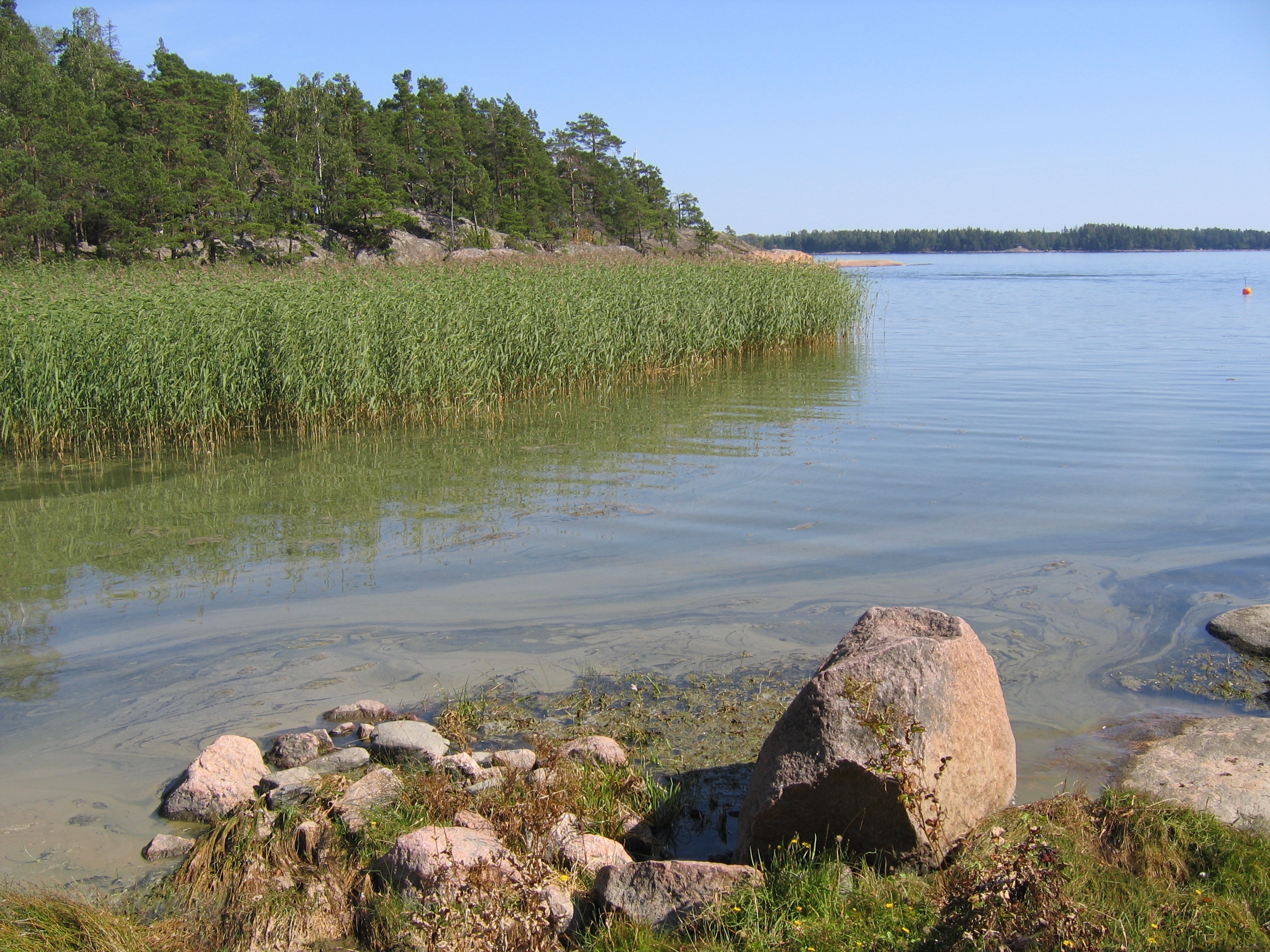

A vegetációt toboztermő és lombhullató erdők elegye alkotja, illetve a parton erdő nélküli részek találhatóak. A legfontosabb fafélék a tűnyalábos fenyő, közönséges lucfenyő, nyír, fűz, berkenye, nyárfa, mézgás éger és hamvas éger. Az öböl legkeletibb, mocsaras vidékén a vegetáció leginkább gyékényből és közönséges nádból áll, valamint vízinövényekből, mint például a fehér tündérrózsa, sárga vízitök és éles sás. Az öböl sekélyebb vizeiben élő vízinövények a Ruppia és Najas marina.
Az öböl halfajtái a lazac, Zoarces viviparus, gébfélék, kurta baing, Misgurnus, fejes domolykó, fürge cselle, karikaszeg, nyúldomolykó, vágó durbincs, széles kárász, pikófélék, viaszlazac, vörösszárnyú keszeg, sebes pisztráng, compó, Syngnathinae, menyhal, csapósügér, fenékjáró küllő, Cyclopterus lumpus, Rutilus, ingolafélék, törpemaréna, Belone belone, nagy maréna, dévérkeszeg, fogassüllő, jászkeszeg, csuka, vágó csík, Sprattus sprattus, hering, garda, szélhajtó küsz, európai angolna és atlanti tőkehal. A kereskedelmi halászat tavasszal és ősszel történik. Az öbölben kúpos fóka és gyűrűsfóka él, de utóbbi igen ritka.

## Történelem

### 1700 előtt

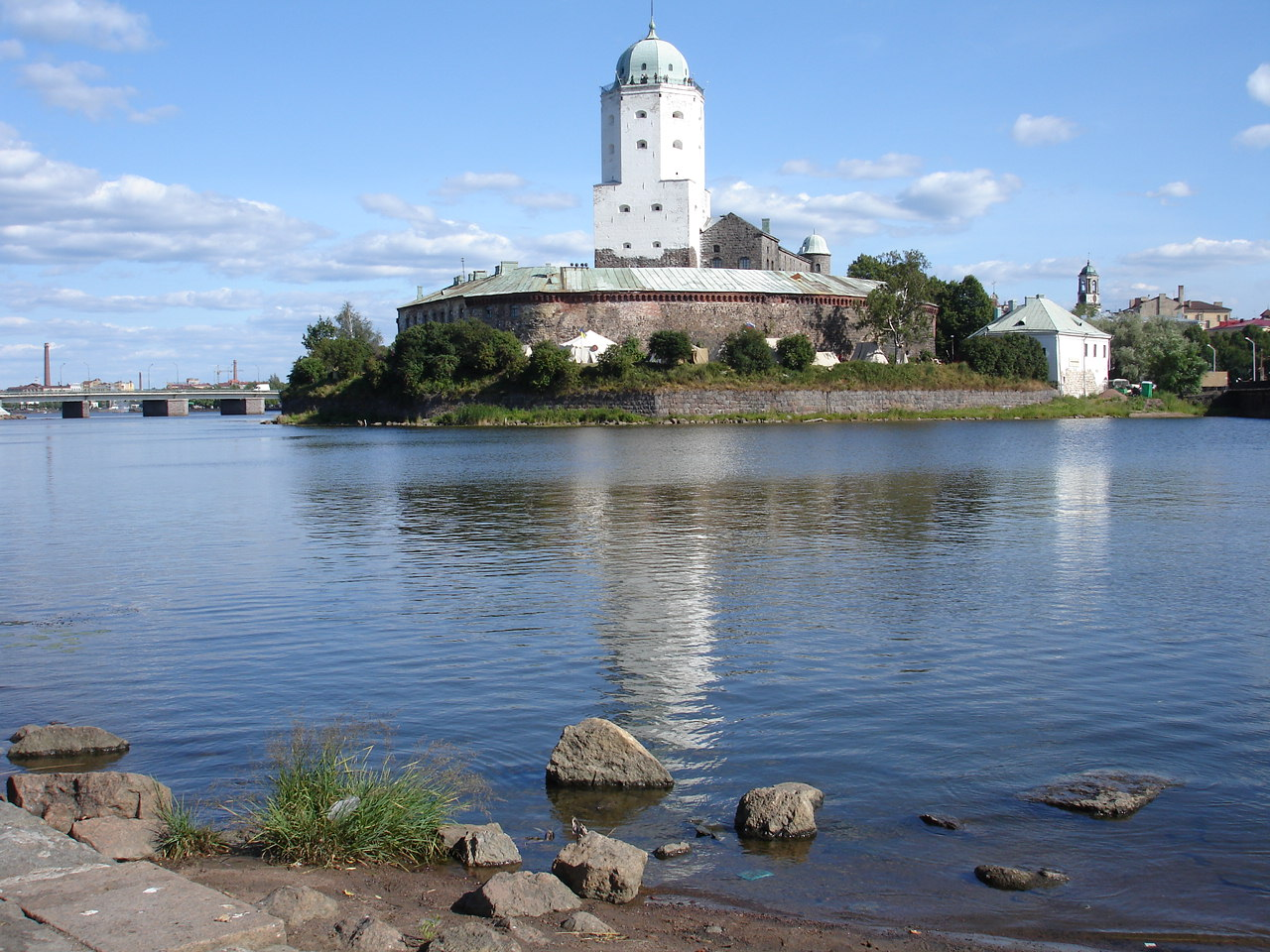
A vyborgi vár

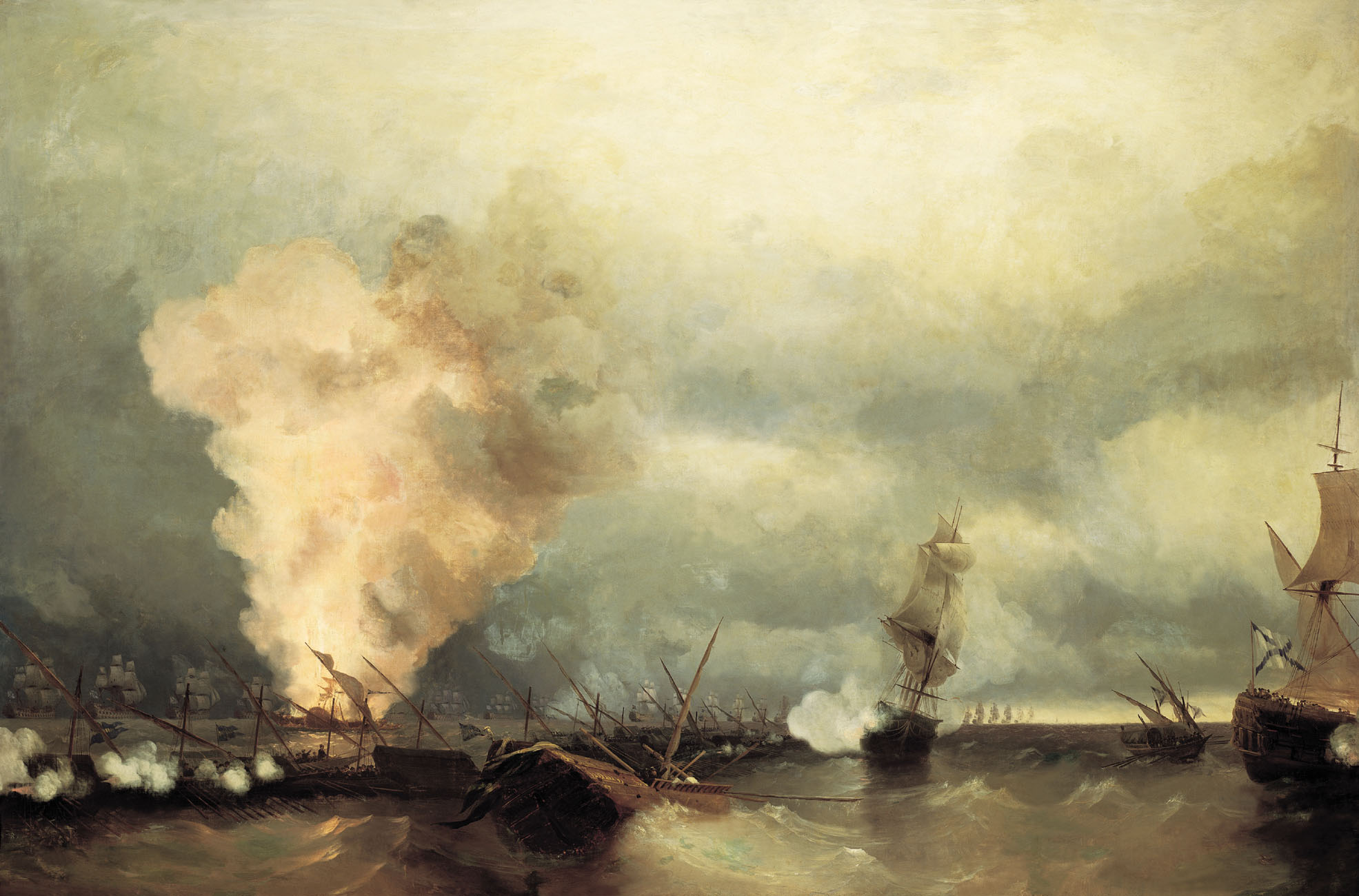
Tengeri csata Vyborgnál, 1790

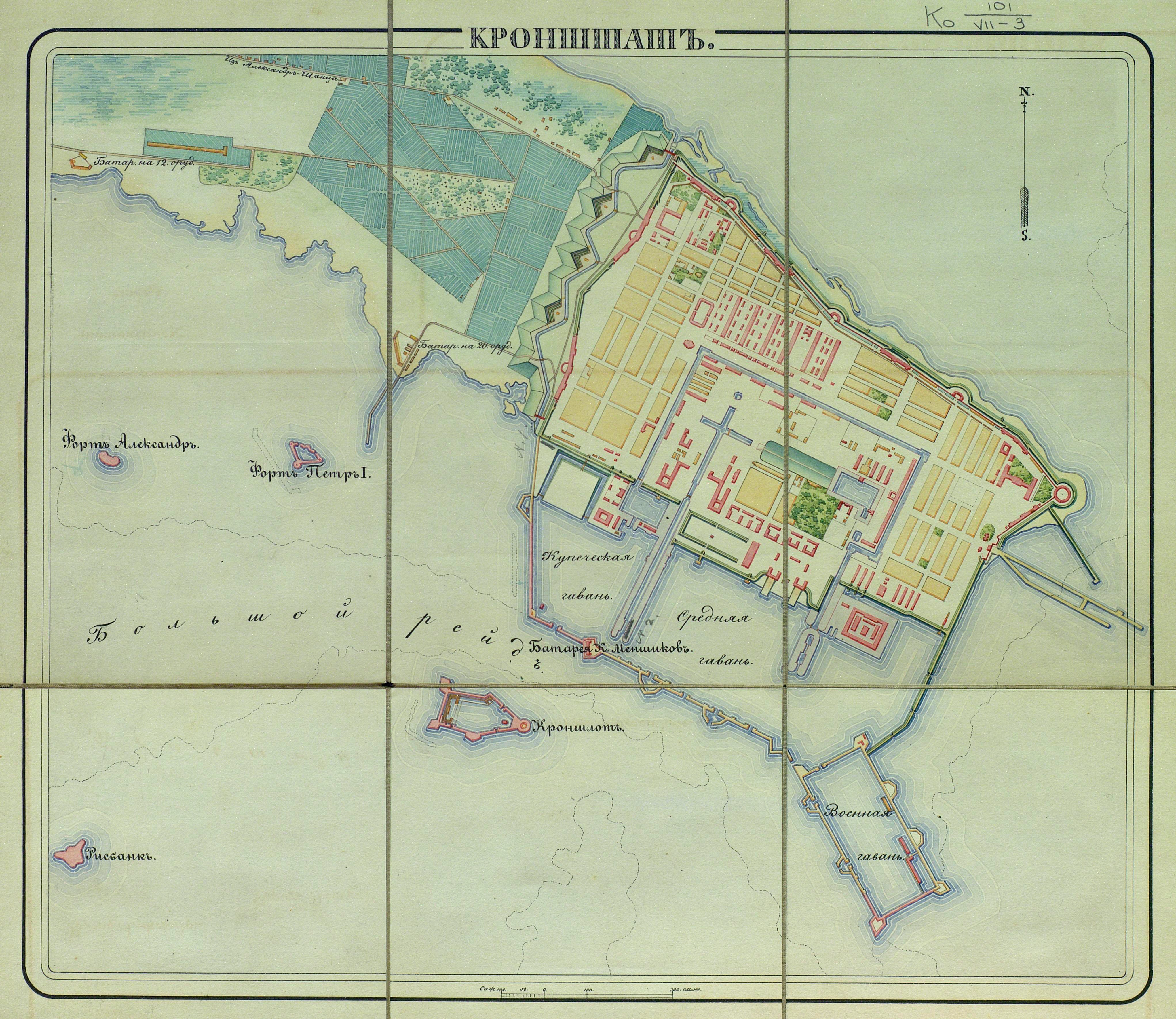
A kronstadti erőd alaprajza, 1830

Az öböl partjain talált legrégebbi települések kilencezer évesek. Az emberek röviddel a jégkorszaki gleccserek visszahúzódása után telepedtek meg itt. 1905 óta mintegy 11 újkőkorszaki települést találtak a Szesztra folyó torkolatánál. A leletek között kvarcból készült nyílhegyek és kaparók voltak, és tábori tűzhelyek nyomai, ami arra utál, hogy inkább vadászattal, semmit mezőgazdasággal vagy állattenyésztéssel foglalkoztak.
A partvidéket később finnugor népek népesítették be. Az észtek a mai Észtország, a vótok az öböl déli részén, és az izsórok a Néva folyó torkolatától délre éltek. A karjalaiak a Ladoga-tótól nyugatra telepedtek le. A 8. és 9. században a Néva partjain és a Finn-öböl mellett a keleti szlávok telepedtek le. A 8. és 13. század között a Finn-öböl és a Néva a Skandináviából Kelet-Európán át a Bizánci Birodalomba vezető vízi út részei voltak.
A 9. századtól a keleti part és az öböl Velikij Novgorodhoz tartozott. Az 1219-es keresztes hadjárat és a lindanisei csata eredményeképpen Észtország északi része Dániához került (Dán Észtország). A 12. században megalapították Reval városát a mai Tallinn helyén. Az 1343-as nagy észt felkelés nyomán Észtország északi része a Német Lovagrend birtokába került. 1559-ben a livóniai háború alatt Ösel-Wiek püspöke eladta földjeit II. Frigyes dán királynak, aki 1560-ban öccsének, Magnusnak ajándékozta. 1573-ban Saaremaa egésze dán birtok lett, és az is maradt egészen 1645-ig, amikor svéd uralom alá került.
A 12. és 13. században a svédek uralmuk alá hajtották az öböl északi oldalán élő finneket, majd utána a szlávokra támadtak. Úgy tartják, hogy az első összecsapás 1142-ben történt, amikor hatvan svéd hajót megtámadt három orosz kereskedelmi hajót. Egy 1256-os svéd támadást követően Alekszandr Nyevszkij átkelt a befagyott öbölön, és a mai Finnország területén portyázott. 1293-ban Torkel Knutsson megalapította a vyborgi várat és Vyborg városát. A várért Svédország és a Novgorodi Köztársaság évtizedeken át harcoltak. Az 1323-as nöteborgi békeszerződés értelmében Vyborg Svédországhoz került. Ellenállt Danyiil Scsenya ostromának az 1495–99-es orosz–svéd háború alatt, és svéd kézen maradt egészen 1710-ig, amikor I. Péter orosz cár a nagy északi háborúban elfoglalta.
1323-ban a nöteborgi békeszerződés a svéd-orosz határt a Szesztra folyó mentén jelölte ki. A 15. században a Novgorodi Köztársaság izsóri területei a Moszkvai Nagyfejedelemséghez kerültek. 1550-ben I. Gusztáv svéd király várost alapított a mai Helsinki helyén. Az oroszok veresége az ingriai háborúban (1610–1617) azt eredményezte, hogy a sztolbovói békeszerződésben (1617) A Finn-öböl melletti területek és a Néva folyó svéd uralom alá kerültek.

### 1700 után
A nagy északi háborúban (1700–1721) aratott győzelem után Oroszország visszakövetelte az öböl keleti részét. 1703-ban megalapították Szentpétervárt a Néva folyó torkolatánál, és 1712-ben Oroszország fővárosa lett. A város védelmére 1704-ben megépítették a Kronslot erődöt egy mesterséges szigeten; 1705-ben további öt hasonló erődöt építettek, amelyek Kronstadt városát alkotják. Ezek az erődök, amelyeket a kortársak "orosz Dardanellák"-nak neveztek, az öböl vízi útjait hivatottak ellenőrizni.
1710-ben a Finn-öböl déli partján megalapították Petergof és Oranienbaum városokat. 1714. július 27-én a Hanko félsziget mellett az orosz flotta döntő győzelmet aratott a svéd királyi flotta felett.. A háború 1721-ben a nystadi békével zárult, amelyben Oroszország megkapta a Finn-öböl és Néva menti összes területet, valamint Észtországot, Svéd Livóniát és a Karélia nyugati felét, beleértve Vyborgot; Finnország azonban visszakerült a svédekhez. A következő orosz-svéd háború (1788–1790) kisebb jelentőségű volt, és Oroszország ezt követően megtarthatta területeit.
Az 1809-1809-ben lezajlott finn háború és a fredrikshammi béke következtében Finnország és az Åland-szigetek az Orosz Birodalom részévé váltak. Az 1809-ben alapított Finn Nagyhercegség viszonylagos autonómiát élvezett Oroszországon belül, és Nyugat-Karéliát visszacsatolták Finnországhoz. 1917. december 6-án Finnország kikiáltotta függetlenségét. A téli háború után a Szovjetunió annektálta Karéliát.
Észtország 1918. február 24-én nyilvánította ki függetlenségét, és még két éven át harcolt érte. Az Észt Köztársaság 1940-ig létezett, amikor a Szovjetuninó annektálta. Az ország csak 1991-ben a Szovjetunió felbomlása után vált ismét függetlenné.

## Gazdaság

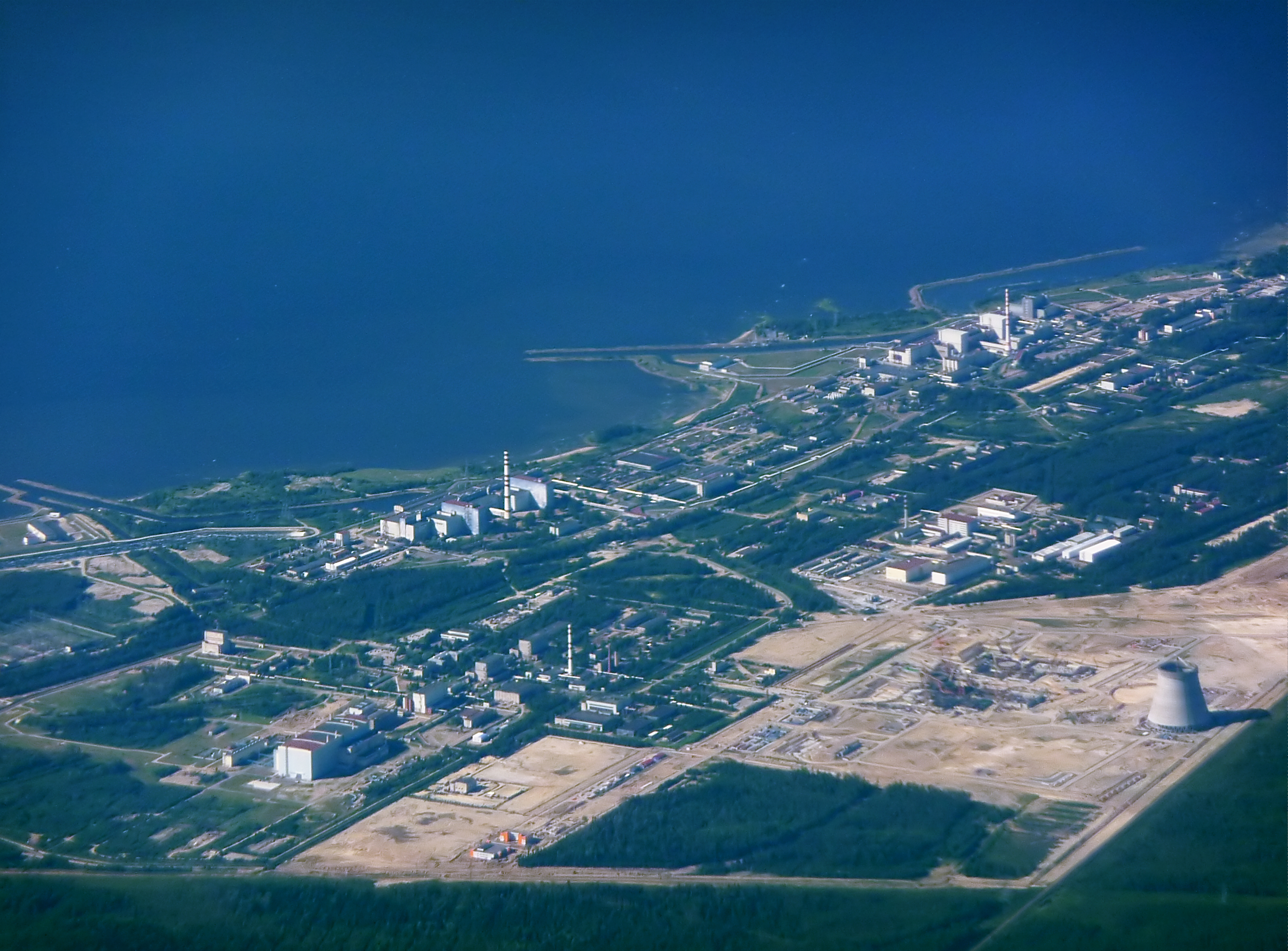
A leningrádi atomerőmű

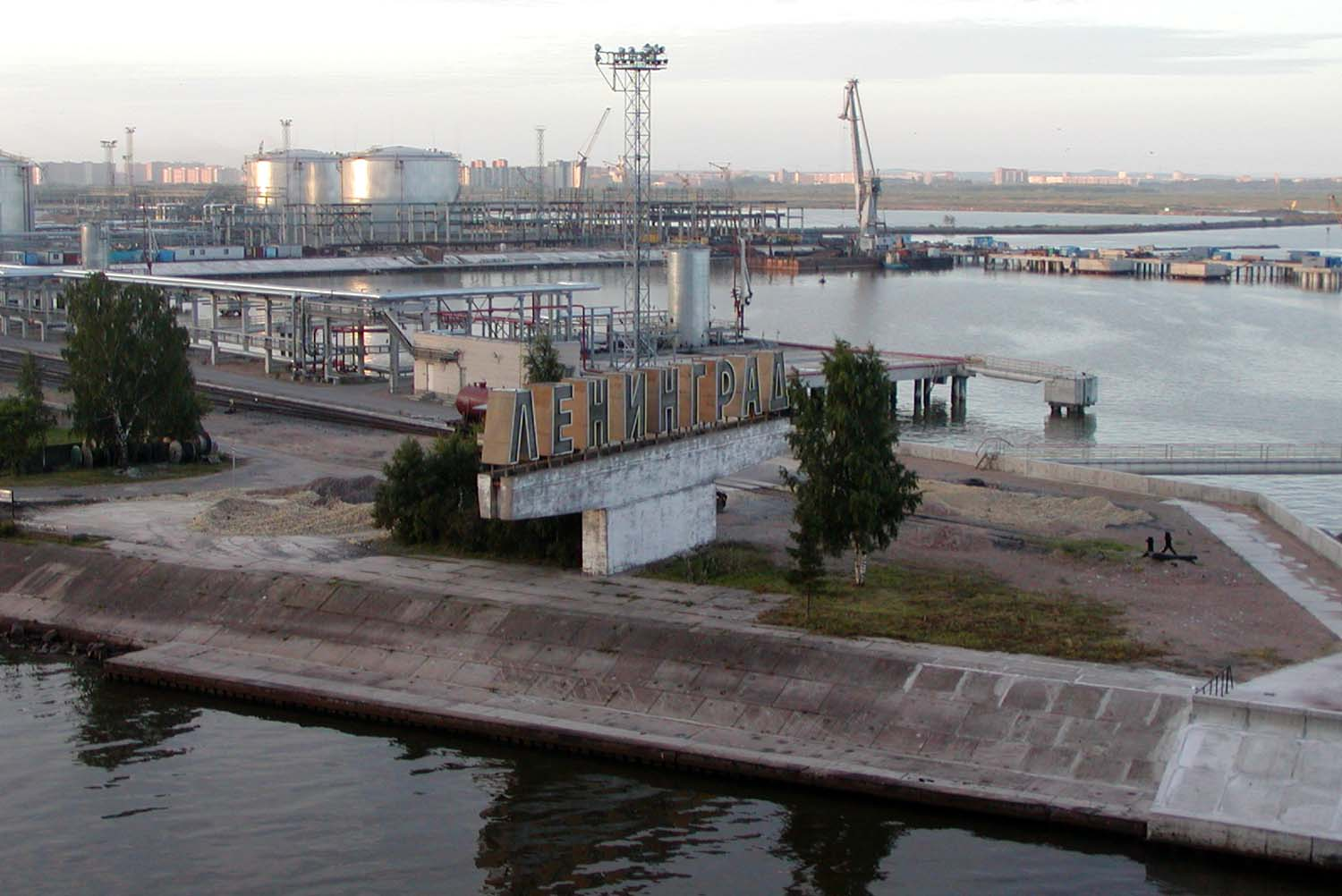
A szentpétervári kikötő bejárata

Az öböl déli partján található a leningrádi atomerőmű és számos kikötő. Az öbölben a fő tevékenység már régóta a hajózás. A főbb kikötővárosok az alábbiak:
- Oroszország: Szentpétervár (mindenféle áru), Kronstadt (konténeres áruk), Lomonoszov (általános áruszállítás, konténerek, fémek), Viborg (általános áruszállítás), Primorszk (olaj és olajszármazékok), Viszock (olaj és szén), Uszt-Luga (olaj, szén, fűrészáru, konténerek);[22]
- Finnország: Helsinki (konténerek), Kotka (konténerek, fűrészáru, mezőgazdasági termékek), Hanko (konténerek, járművek), Turku (konténerek, vasúti komp),[23] Kilpilahti (olajfinomító)
- Észtország: Tallinn (gabona, hűtőberendezések, olaj), Paldiski, Sillamäe.

A Finn-öböl része a Volga - Balti-tenger vízi útvonalnak és a Fehér-tenger - Balti csatorna útvonalnak. Fontos áruk: apatit a Kola-félszigetről, kareliai gránit, fűrészáru az Arhangelszki területről és Vologdai területről, érc Cserepovecből, szén a Donyec-medencéből és a Kuznyecki-medencéből, pirit az Uralból, kálium-klorid Szolikamszkból, kőolaj a Volga vidékéről, valamint gabona Oroszország számos régiójából.
Az öbölben az utasok szállítása kompokkal történik a következő kikötők között: Helsinki és Hanko (Finnország), Mariehamn (Åland), Stockholm és Kappelsher (Svédország), Tallinn és Paldiski, Rostock (Németország), Szentpétervár és Kalinyingrád (Oroszország) stb.
Az öbölben a másik fontos és hagyományos tevékenység a halászat, főleg az északi parton Viborg és Primorszk mellett, a déli parton Uszt-Luga mellett. Kereskedelmi céllal a következő fajtákat halásszák: hering, Sprattus sprattus, viaszlazac, Coregonus, dévérkeszeg, Rutilus, sügér, európai angolna, és egyebek.
2005. szeptemberben aláírták az Északi Áramlat gázvezeték Balti-tengeri szakaszának megépítésére vonatkozó szerződést. Az első vezeték lefektetését 2011. májusban kezdték el, és 2011. november 8-án adták át; a második vezetéket 2012. október 8-án avatták fel.

## Régészet

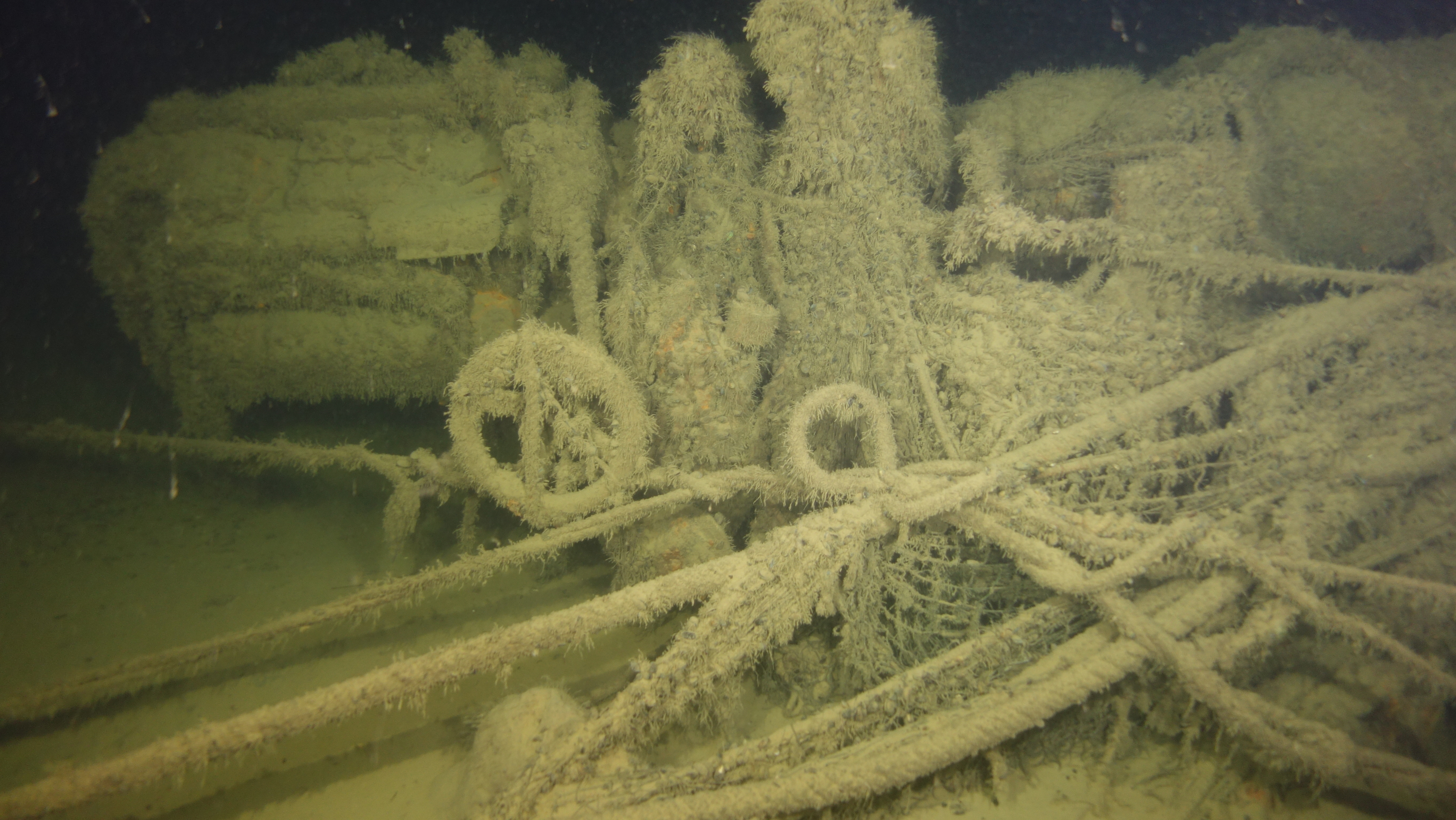
A Kazanyec roncsai Osmussaar közelében

Az öböl fenekén található a világ egyik legnagyobb hajótemetője. A hideg víz alacsony sótartalma és a hajóférgek hiánya miatt a hajók viszonylag jó állapotban maradtak fenn. A 6. század óta fontos vízi útvonalak haladtak a Finn-öblön át, és a 8–10. század között mintegy 3000 tonna ezüstöt szállítottak erre. Később az öböl Svédország és Oroszország számára biztosított áruszállítási lehetőséget. Évente több tucat hajó veszett oda. 1743-ban 17 Finnországból hazatérő orosz hadihajó süllyedt el 7 óra leforgása alatt, 1747 nyarán pedig 26 kereskedelmi hajó süllyedt el a Narva környékén 4 óra alatt. A rekord 1721-ben volt, amikor a Finnországból visszavonuló orosz csapatok 3 hónap alatt több mint 100 hajót vesztettek el, ezek közül 64-et egyetlen éjszaka alatt.
1996 végén mintegy ötezer elsüllyedt objektumot azonosítottak az öböl orosz részében, köztük 2500 hajót, 1500 repülőgépet, valamint kisebb tárgyakat például csónakokat, horgonyokat, tankokat, traktorokat, kocsikat, ágyúkat, de tengeri aknákat, légi bombákat, torpedókat és egyéb fegyvereket is. A hajók 25%-a orosz, 19%-a német, 17%-a brit, 15%-a svéd, 8%-a holland, 7%-a finn volt, a maradék 9%-on pedig Norvégia, Dánia, Franciaország, Amerikai Egyesült Államok, Olaszország, Észtország és Lettország osztozott. Ezek a tárgyak kockázatot jelentenek a hajózás, halászat, tengerparti építkezések, tenger alatti csővezetékek és kábelek lefektetése, illetve a környezet számára. Az első világháború, az orosz polgárháború és a téli háború alatt összesen mintegy 60 000 aknát helyeztek el az öbölben, a második világháború alatt mintegy 85 000-et, és ezeknek csak egy töredékét hatástalanították a háborúk után.

## Környezetszennyezés

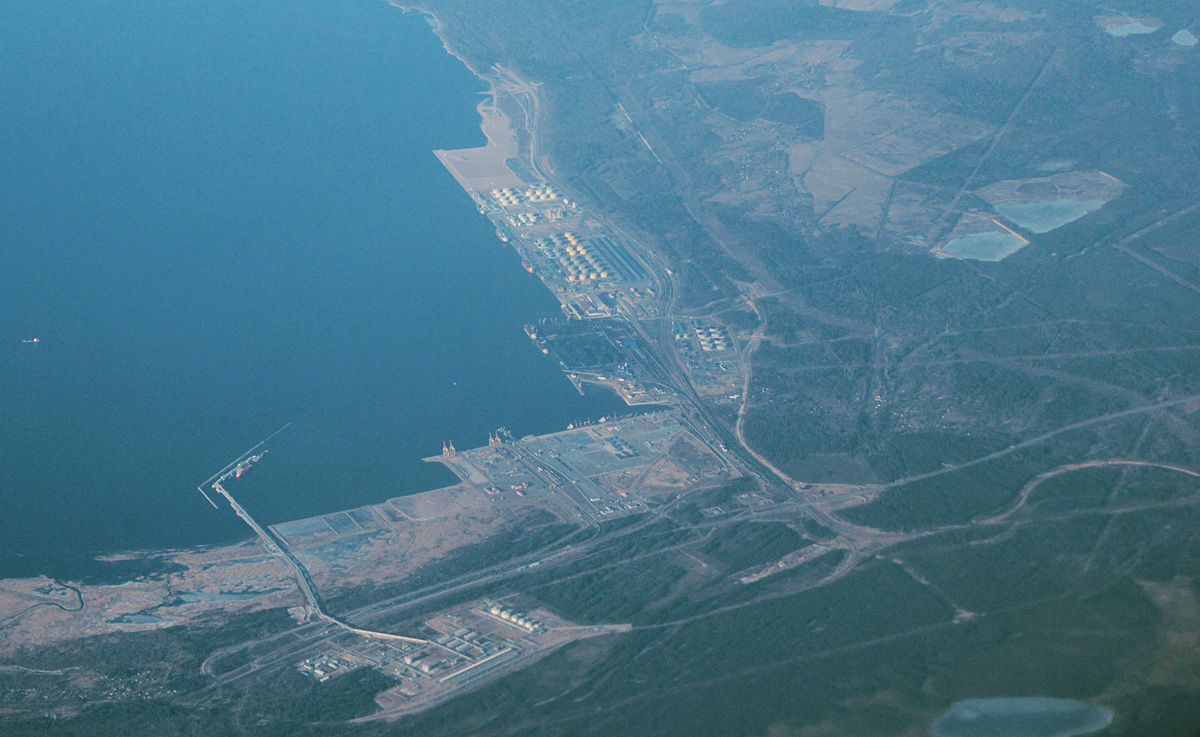
Az Uszt-Lugai kikötő építése, légifelvétel, 2015

A Finn-öböl, a Narva-torkolat és a Narva folyó ökológiai állapota nem kielégítő; jelentős mértében szennyezett higany, réz, szerves klórt tartalmazó rovarirtó szerek, fenolszármazékok, kőolajszármazékok és policiklusos aromás szénhidrogének által. Szentpétervár szennyvizének tisztítása 1979-ben kezdődött, és 1997-re a szennyvíznek 74%-át tisztították. Ez az arány 2005-ben 85%-ra, 2008-ban 91,7%-ra emelkedett, és 2011-re terveztékk a 100% elérését a szennyvíztisztítő bővítésének befejezésével. Mindemellett 2008-ban a szentpétervári hatóságok bejelentették, hogy a város egyik tengerparti strandja sem alkalmas a fürdésre. 2011-ben a szentpétervári városi tanács megszavazta a négy szennyvíztisztító egyikének a bezárását, ami azt eredményezte, hogy 2016-ban a város képtelen volt megbirkózni a rekordmennyiségű esővel.
A halászat 1989 és 2005 között tizedére csökkent. A szennyezés mellett ez az építkezéseknek is tulajdonítható. Így például az új kikötők építése Uszt-Lugában, Viszockban és a Vasziljevszkij-szigeten kedvezőtlen hatást gyakorolt a halak ívására. A homok és kavics kitermelése a Néva-öbölben tönkreteszik a viaszlazac ívóhelyeit
A szentpétervári gát megépítése 10-20%-kal csökkentette a Néva-öböl és a Finn-öböl keleti része közötti vízcserét, aminek következtében a Néva-öböl szennyezettsége növekedett. A legnagyobb változás a gáttól 5 kilométerre következett be. Néhány sekélyebb terület Szentpétervár és a gát között elmocsarasodott. A pangó víz és a rothadás a terület eutrofizációjához vezethet. Szintén aggasztó az olajkikötők terjeszkedése az öbölben és a leningrádi atomerőmű használt üzemanyagát kezelő központ építése. Az Oroszországba a Balti-tengeren át importált radioaktív hulladék Kronstadt kikötőjén át érkezik. A többnyire urán-hexafluoridból álló hulladékot Szentpéterváron át Kelet-Oroszország városaiba, például Novouralszkba és Angarszkba szállítják. Ezt a tranzitpontot egy 2003-as orosz kormányhatározat értelmében Szentpétervárról Uszt-Luga kikötőjébe kell költöztetni, Szentpétervártól mintegy 110 kilométerre nyugatra. A költöztetéstől azt remélték, hogy csökkenteni fogja az ökológiai kockázatot Szentpéterváron. 2015-ben azonban az Uszt-Lugai építkezés tervezését leállították.

## Főbb városok
| - Espoo - Hamina - Hanko - Helsinki - Kirkkonummi | - Kotka - Kronstadt - Kunda - Loksa - Lomonoszov | - Loviisa - Maardu - Narva-Jõesuu - Paldiski - Petergof | - Porvoo - Primorszk - Szentpétervár - Szesztroreck - Sillamäe | - Szosznovij Bor - Tallinn - Viborg - Zelenogorszk |

## Fordítás
Ez a szócikk részben vagy egészben  a   Gulf of Finland című angol Wikipédia-szócikk ezen változatának fordításán alapul.  Az eredeti cikk szerkesztőit annak laptörténete sorolja fel. Ez a jelzés csupán a megfogalmazás eredetét és a szerzői jogokat jelzi, nem szolgál a cikkben szereplő információk forrásmegjelöléseként.